# Новопокровка (Мелітопольський район)
Новопокро́вка — село в Україні, у Мелітопольському районі Запорізької області. Входить до складу Приазовської селищної громади. Населення становить 150 осіб. Колишній орган місцевого самоврядування - Добрівська сільська рада.

## Географія
Село Новопокровка знаходиться біля витоків березі річки Акчокрак, нижче за течією на відстані 2 км розташоване село Добрівка. Річка в цьому місці пересихає.

## Історія
- 1922 - дата заснування.